# Hayley Sings Japanese Songs
 (janvier 2024).
Si vous disposez d'ouvrages ou d'articles de référence ou si vous connaissez des sites web de qualité traitant du thème abordé ici, merci de compléter l'article en donnant les références utiles à sa vérifiabilité et en les liant à la section « Notes et références ».
Albums de Hayley Westenra
Prayer
(2008) River of Dreams: The Very Best of Hayley Westenra
(2008)
Hayley Sings Japanese Songs est le septième album de la chanteuse néo-zélandaise Hayley Westenra.

## Description de l'album
Cet album se compose de chansons populaires ou traditionnelles japonaises adaptées et chantées en anglais par Hayley.
L'album a été très bien reçu, avec environ 60 000 exemplaires vendus.

## Liste des titres
1. Amazing Grace
2. Hanamizuki (Dogwood Flower)
3. Yuki No Hana (Snowflowers)
4. Shiroi Iro Ha Koibito No Iro (The Colour of Our Love)
5. I Am a Thousand Winds
6. Flowers Bloom
7. Nada Sousou
8. Tsubasa wo kudasai (Wings to Fly)
9. Sotsugyou Shasin (High School Photograph)
10. Time
11. I Believe
12. Shiroi Iro Ha Koibito No Iro – Chanté en japonais (Bonus Tracks - Édition Deluxe)